# David Armstrong-Jones, 2. Earl of Snowdon

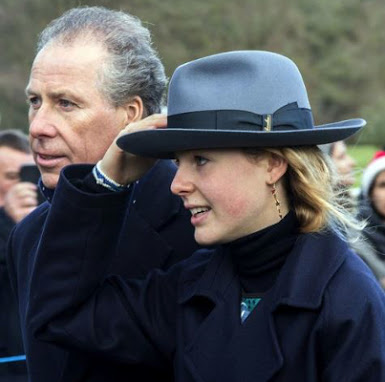
David Armstrong-Jones mit seiner Tochter Margarita in Sandringham, 2017

David Albert Charles Armstrong-Jones, 2. Earl of Snowdon (* 3. November 1961 in London), beruflich als David Linley bekannt, ist ein britischer Peer, Möbeldesigner und Unternehmer. Er führte den Höflichkeitstitel Viscount Linley, bis er im Jahr 2017 beim Tod seines Vaters den Titel Earl of Snowdon erbte. Er ist der Sohn von Prinzessin Margaret, der jüngeren Schwester Königin Elisabeths II., und Antony Armstrong-Jones, 1. Earl of Snowdon. Er ist Cousin des Monarchen Charles III.

## Leben

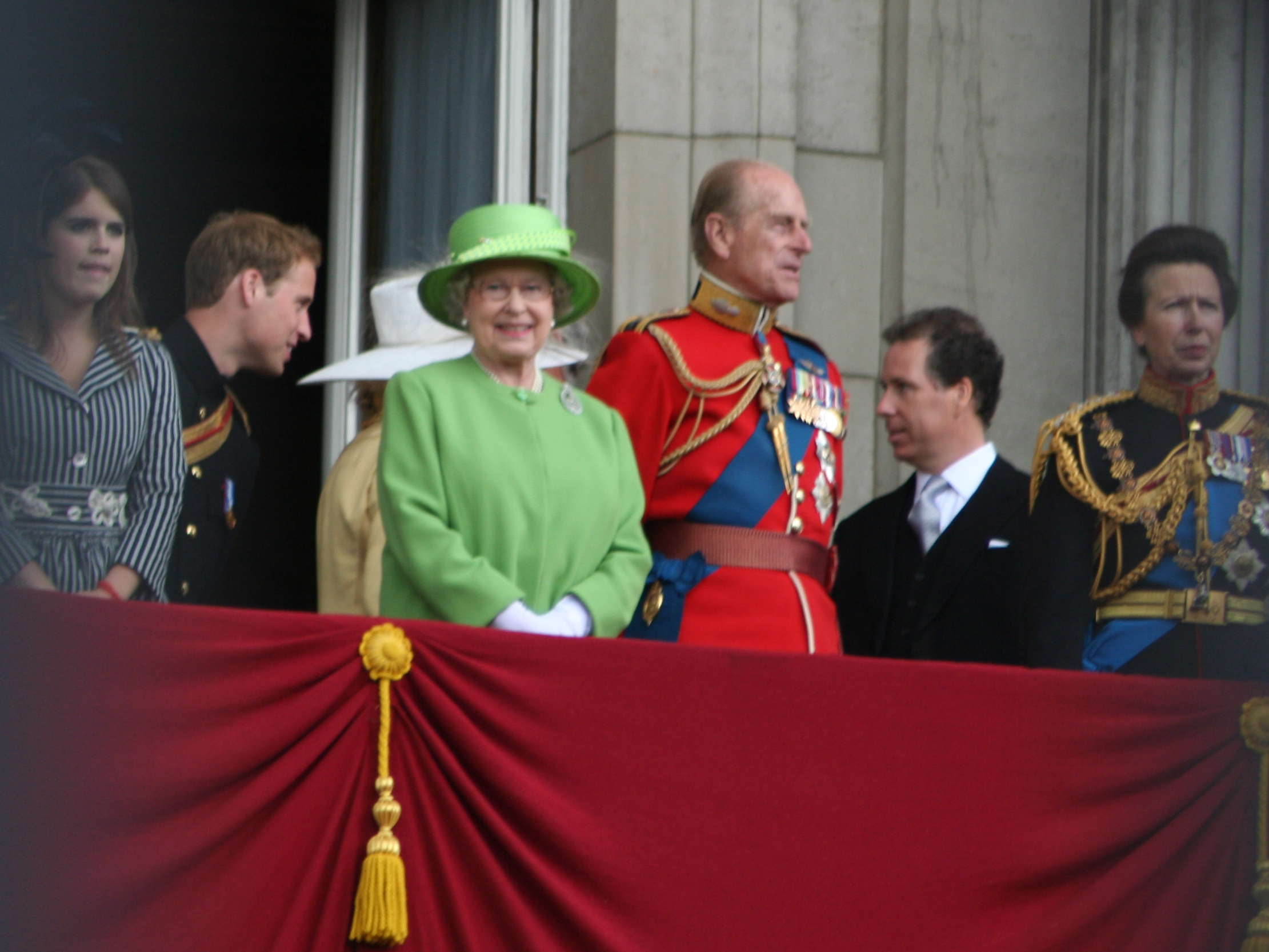
David Armstrong-Jones auf dem Balkon des Buckingham Palasts (Zweiter von rechts)

Armstrong-Jones wurde in Clarence House geboren und besuchte das Internat Bedales School in East Hampshire. Nach dem Erlernen des Tischlerhandwerks an der Parnham House School gründete er 1985 die Firma David Linley Furniture Ltd. und begann mit Einzelanfertigungen exklusivster Holz- und Polstermöbel. Heute vertreibt die Firma ihre Produkte unter dem Markennamen LINLEY und zählt auch Wohnaccessoires zum Sortiment. Seit dem 1. Dezember 2006 ist er Vorsitzender (Chairman) des Auktionshauses Christie’s in London.

## Ehe und Nachkommen
Am 8. Oktober 1993 heiratete er Serena Alleyne Stanhope, Tochter von Charles Stanhope, Viscount Petersham (seit 2009 12. Earl of Harrington). Mit ihr hat er zwei Kinder:
- Charles Patrick Inigo Armstrong-Jones, Viscount Linley (* 1. Juli 1999)[4]
- Lady Margarita Elizabeth Rose Alleyne Armstrong-Jones (* 14. Mai 2002)[5]

Am 17. Februar 2020 wurde in der britischen Presse berichtet, dass sich David und Serena Armstrong-Jones nach 26 Jahren Ehe zu einer einvernehmlichen Trennung entschlossen haben und sich scheiden lassen werden.

Wappen des 2. Earl of Snowdon